# Scelolyperus caelesticus
Scelolyperus caelesticus es una especie de insecto coleóptero de la familia Chrysomelidae.
Fue descrita científicamente en 2007 por Beenen & Bezdek.